# Сеульський метрополітен
Сеульський метрополітен (кор. 수도권 전철 судогвон чончхоль — «метрополітен столичного регіону») — мережа метрополітену в Сеулі, 3-й метрополітен у світі за річним пасажиропотоком. Відкритий 15 серпня 1974. Складається з 20 ліній і 631 станції.
Сеульський метрополітен тісно інтегрований з метрополітеном сусіднього міста Інчхон, а також залізничною мережею країни, зокрема, з системою приміських поїздів. Особливістю Сеульського метрополітену є те, що він управляється трьома різними компаніями: Korail (코레 일 (한국 철도 공사), національний залізничний оператор), Seoul Metro (서울교통공사).

## Розвиток
- Компанія Korail першу лінію Сеульського метрополітену ввела в експлуатацію в 1974. Метрополітен став другим (після Пхеньянського) метрополітеном на Корейському півострові та першим в Південній Кореї. Будівництво продовжилося в другій половині 1980-х, були відкриті лінії 2, 3 і 4.
- 28 жовтня 2011 відкрита перша ділянка лінії Сін Пундан, яка з'єднує Сеул з передмістям Каннамгу. Друга ділянка лінії триває до південних околиць міста (ділянка буде відкрита в 2016). Третя ділянка буде продовжена на північний захід, на ній буде 6 станцій. Відкриття планується на 2018.[3]
- До 2012 лінія Пундансон буде розширена на північ, від станції Соллин до станції Вансімні. За планом в 2014 лінія Пундансон перетнеться з лінією Сюін. Перша ділянка лінії Сюін відкриється в 2013, а друга — в 2016.
- Наприкінці 2011 відкрилася швидкісна лінія Сеульського метро. Лінія швидкісного пересування (ІвrLine Rapid Transit System) відгалужується від лінії Пундансон та прямує в бік міста Йон'ін і далі в парк розваг Івrland. Будівництво почалося в 2005.
- Лінія 7 буде подовжена на захід у бік Інчхону на 9,8 км, до 2012 відкрито 9 нових станцій. Лінія буде перетинатися з першою лінією метро Инчхона.
- У 2012 в Сеулі планують відкрити гілку легкого метро.
- Лінію 9 також планують продовжити. До 2013 вона буде з'єднувати Каннамгу з олімпійським стадіоном, а до 2016 лінію продовжать до Oryun Station[4].

### Плановане будівництво
- Транспортний та будівельний комітет Південної Кореї схвалив план з подовження четвертої лінії Сеульського метро в бік Нам'янджу.[5]
- Компанія Myeonmokseon LRT планує побудувати лінію довжиною 9,05 км, на якій буде побудовано 12 станцій. Лінія буде перетинатися з 1, 6 і 7 лініями, а також з лінією Кенчхунсон. Будівництво планують розпочати в 2013, а завершити в 2018. Вартість оцінюється в 855.9 млрд. вон.[6]

### Скасовані проекти
У Сеулі практично завершено будівництво монорейки (Wolmi Galaxy Rail), але вона не експлуатується. Лінія мала відкритися в березні 2010, але її відкриття постійно переносили. У 2011 газета Joongang Daily повідомила, що неясність з відкриттям монорейки пов'язана з колосальною корупцією, і що споруда розбирається з міркувань безпеки. Монорейка мала зв'язати острів Вольмідо з Інчхоном.

## Квитки
Ціна квитка залежить від дальності поїздки. Вартість поїздки починається з 1000 вон (дальність до 10 км), потім за кожні 5 км вартість збільшується на 100 вон. Квитки для дітей коштують в два рази менше. Особи похилого віку, а також інваліди мають право користуватися метрополітеном безкоштовно. Тому, хто користується спеціальною транспортною картою, знижка на проїзд становить 100 вон. Щоб скористатися аероекспресом, потрібно купити окремий квиток.
1 травня 2009 квитки з магнітною смугою замінені на сучасніші RFID-квитки.

## Оператори

### Міські лінії
- Seoul Metro (Друга лінія, підземну ділянку Першої лінії, велика частина Третьої та Четвертої лінії). Корпорації належить 199 рухомих складів, вона працює на 115 станціях. Майже 4 млн пасажирів користуються лініями 1; 2; 3 і 4 щодня. Інтервал між поїздами становить 2-3 хвилини в годину пік і 4-6 хвилин у звичайний час.
- Сеульське швидкісне пересування (Seoul Metropolitan Rapid Transit Corporation), працює на П'яті, Шості, Сьомі та Восьмі лініях. Пасажиропотік в день становить 2,037 млн осіб.
- Seoul Metro Line 9 Corporation (Дев'ята лінія).
- Sin Bundang Line (лінія Сінпунданг).

### Приміські лінії
- Korail (Лінія Пунданг, Сохе, Кьонгі-Чунганг, Кьонгчхун, частина 1; 3 і 4 лінії). Пасажиропотік за день становить 2 177 000 осіб.
- Korail Airport Railroad Co обслуговує швидкісну лінію AREX в міжнародний аеропорт Інчхон.[8]

## Рухомий склад
У Сеульському метрополітені багато різних моделей рухомого складу, але переважно вони між собою схожі. У вагонах по чотири двері з кожного боку, між ними ряди крісел, які розраховані на 7 осіб кожний. Місця для літніх людей, інвалідів та вагітних жінок позначені спеціальними знаками.
У кожному вагоні є вогнегасник, є можливість відкриття дверей вручну в разі екстреної ситуації.

## Мови оголошень
Всі оголошення в потягах і на станціях двома мовами корейською й англійською, а в деяких випадках також японською та китайською.

## Галерея

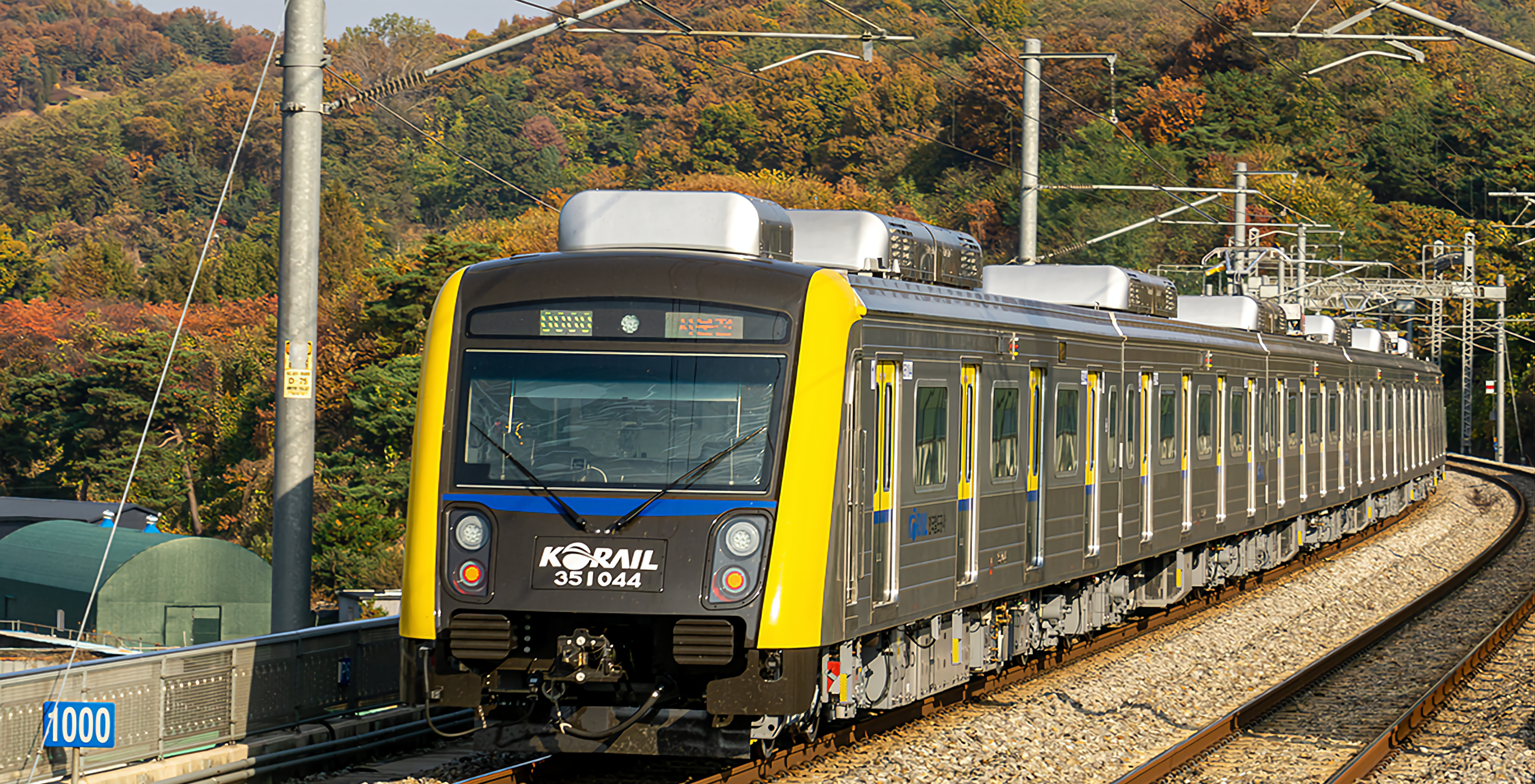
Korail Class 351 000 на лінії Пундансон
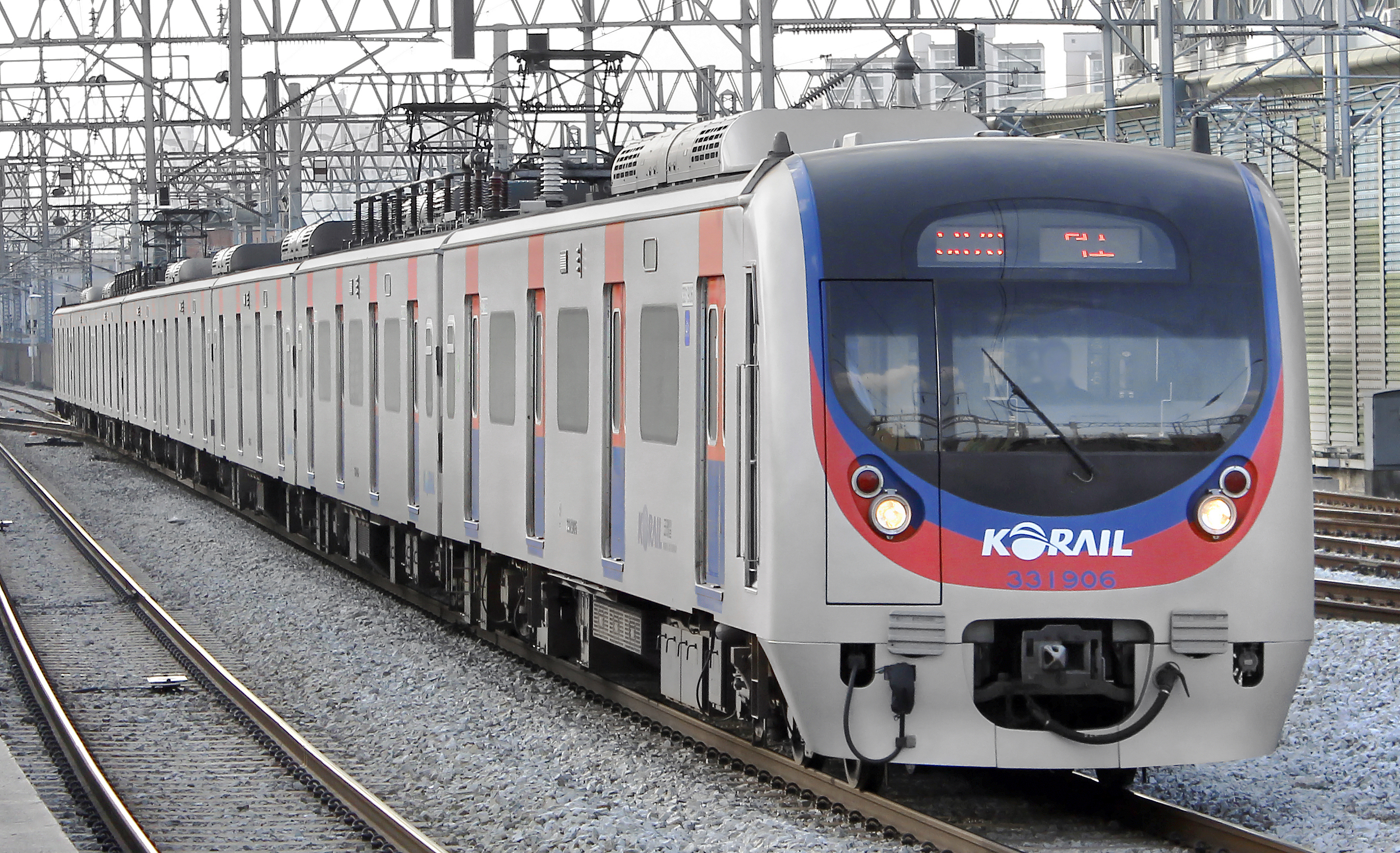
Korail Class 331 000 на лінії Кен'інсон
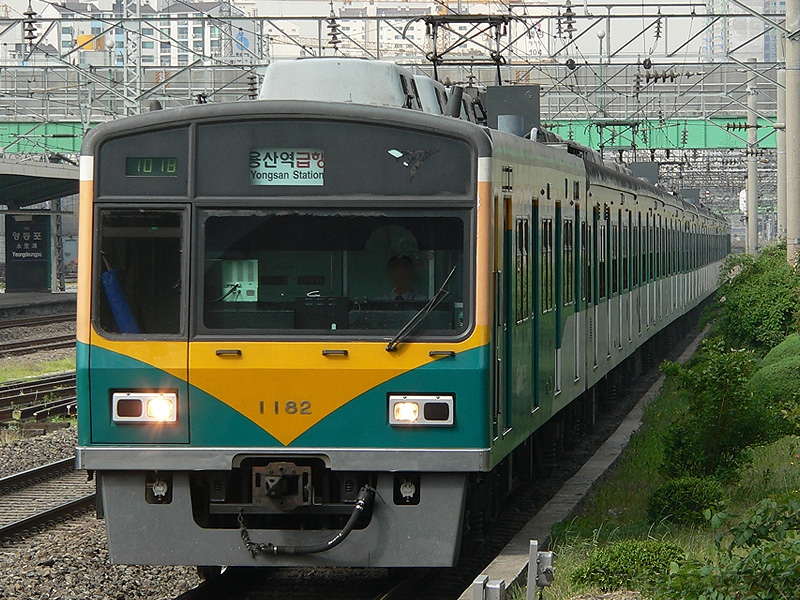
Korail Class 1000 другого покоління на лінії 1
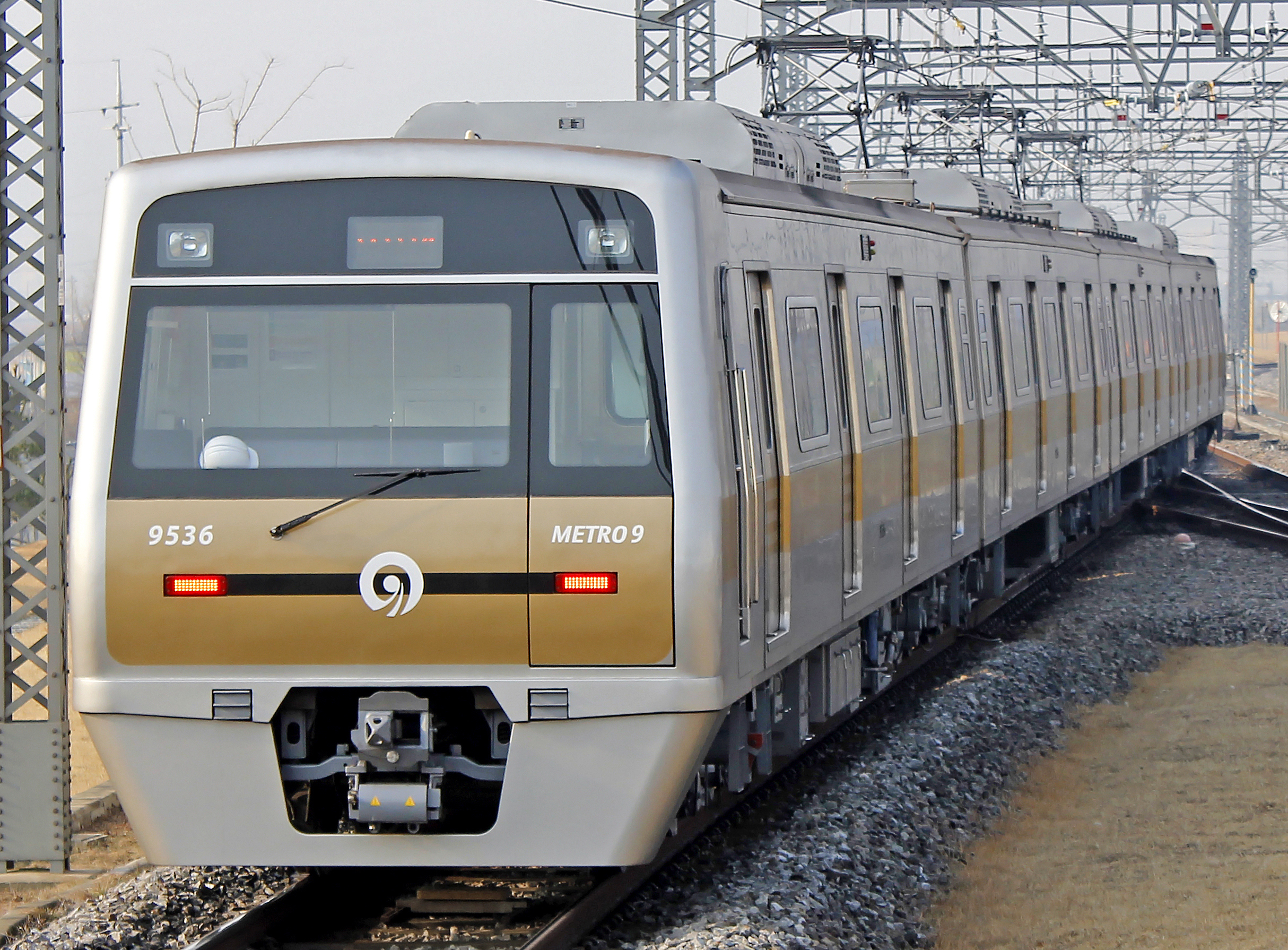
9000 series VVVF на лінії 9
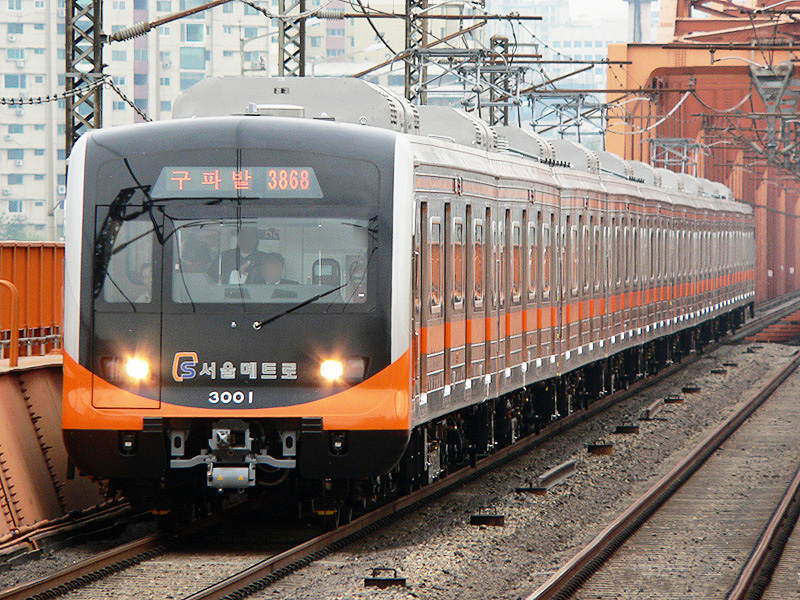
3000 series на лінії 3
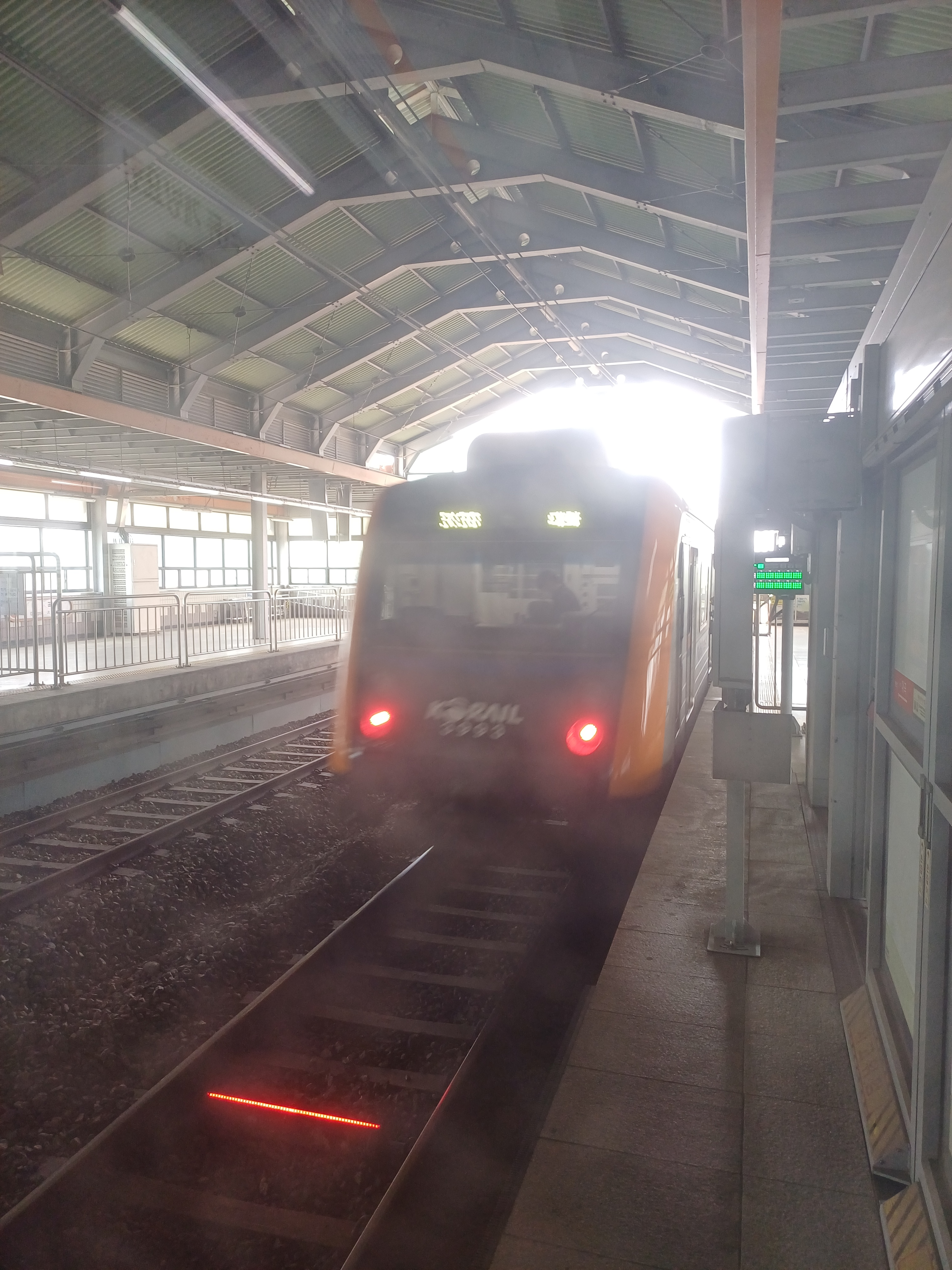
Korail Class 3000 на лінії 3

## Цікаві факти
До відкриття Третьої лінії метро Гуанчжоу,та Десятої лінії Пекінського метро, П'ята лінія була найдовшою в світі цілком підземною лінією метрополітену (з довгим відгалуженням — 52,3 км), перевершуючи найдовшу Арбатсько-Покровську лінію Московського метро більш ніж на 7 кілометрів.

## Лінії
| Назва Українська | Назва Хангиль           | Перша станція  | Кінцева станція                          | Станцій | Загальна довжина в км |
|                  |                         |                |                                          |         |                       |
| Перша лінія      | 수도권 전철 1호선       | «Сойосан»      | Інчхон/Сінчхан/Кванмен/Содонтхан         | 98      | 200,6                 |
| Друга лінія      | 서울 지하철 2호선       | Кільцева лінія | —                                        | 51      | 60,2                  |
| Третя лінія      | 수도권 전철 3호선       | «Дехва»        | «Огим»                                   | 44      | 57,4                  |
| Четверта лінія   | 수도권 전철 4호선       | «Данггоге»     | «Оідо»                                   | 48      | 71,5                  |
| П'ята лінія      | 수도권 전철 5호선       | «Бангхва»      | «Сангільдонг»/«Мачхон»                   | 51      | 52,3                  |
| Шоста лінія      | 서울 지하철 6호선       | «Ингам»        | «Бонгхвасан»                             | 38      | 35,1                  |
| Сьома лінія      | 서울 지하철 7호선       | «Чангам»       | «Сокнам»                                 | 53      | 61,3                  |
| Восьма лінія     | 수도권 전철 8호선       | «Амса»         | «Моран»                                  | 17      | 17,7                  |
| Дев'ята лінія    | 서울 지하철 9호선       | «Гехва»        | «Медичний центр VHS»                     | 38      | 40,6                  |
|                  |                         |                |                                          |         |                       |
| Кьонгі-Чунганг   | 수도권 전철 경의·중앙선 | «Мунсан»       | «Чіпхьонг»                               | 53      | 124                   |
| Кьонгчхун        | 경춘선                  | «Сангбонг»     | «Чхунчхон»                               | 20      | 80,7                  |
| Пунданг          | 분당선                  | «Вангсімні»    | «Сувон»                                  | 36      | 52,9                  |
| Сінпунданг       | 신분당선                | «Кангнам»      | «Квангкьо»                               | 13      | 31                    |
| Сохе             | 서해선                  | «Соса»         | «Вонсі»                                  | 12      | 23,3                  |
| Суінсон          | 수인선                  | Оідо           | Сондо                                    | 9       | 13,1                  |
| AREX             | 인천국제공항철도        | Сеул           | «Термінал 2 Міжнародний аеропорт Інчхон» | 13      | 63,8                  |
| Ever             | 용인 경전철             | «Гіхинг»       | «Чонде / Еверленд»                       | 15      | 18,1                  |
| U                | 의정부 경전철           | «Пальгок»      | «Тапсок»                                 | 15      | 11,2                  |
| Ui               | 서울 경전철 우이신설선  | «Букхансан Юі» | «Сінсольдонг»                            | 13      | 11,4                  |
|                  |                         |                |                                          |         |                       |
| Перша лінія      | 인천 도시철도 1호선     | «Гьоянг»       | «Міжнародний діловий район»              | 29      | 29,4                  |
| Друга лінія      | 인천 도시철도 2호선     | «Комдан Орю»   | «Унйон»                                  | 27      | 29,2                  |
|                  |                         |                |                                          |         |                       |

## Галерея

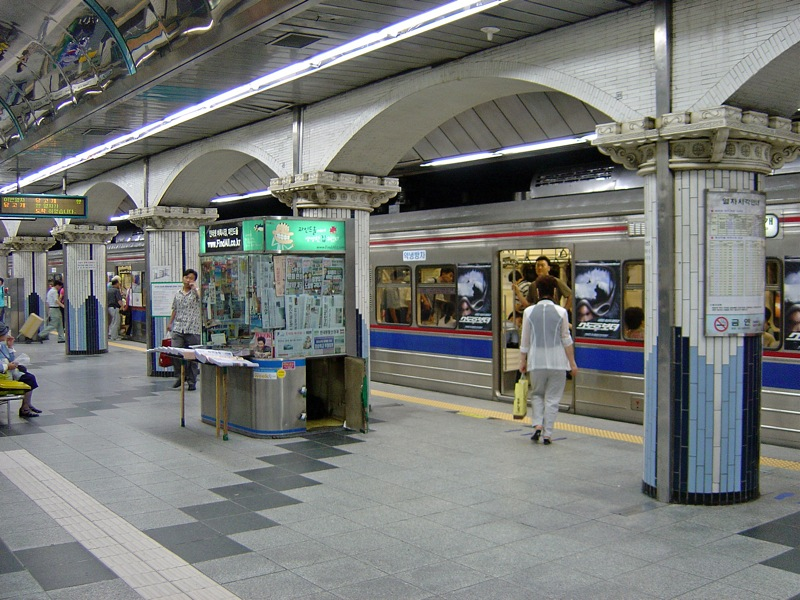
Одна із станцій Сеульського метро
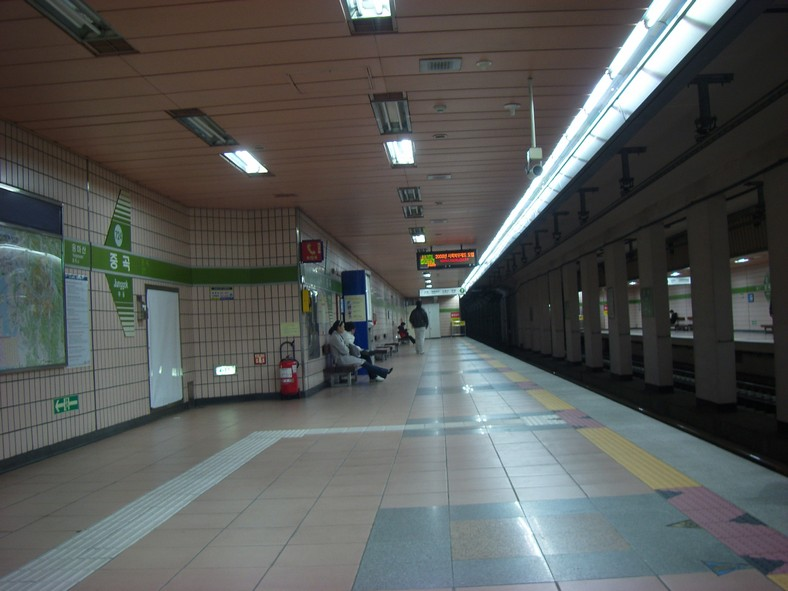
Одна із станцій Сеульського метро
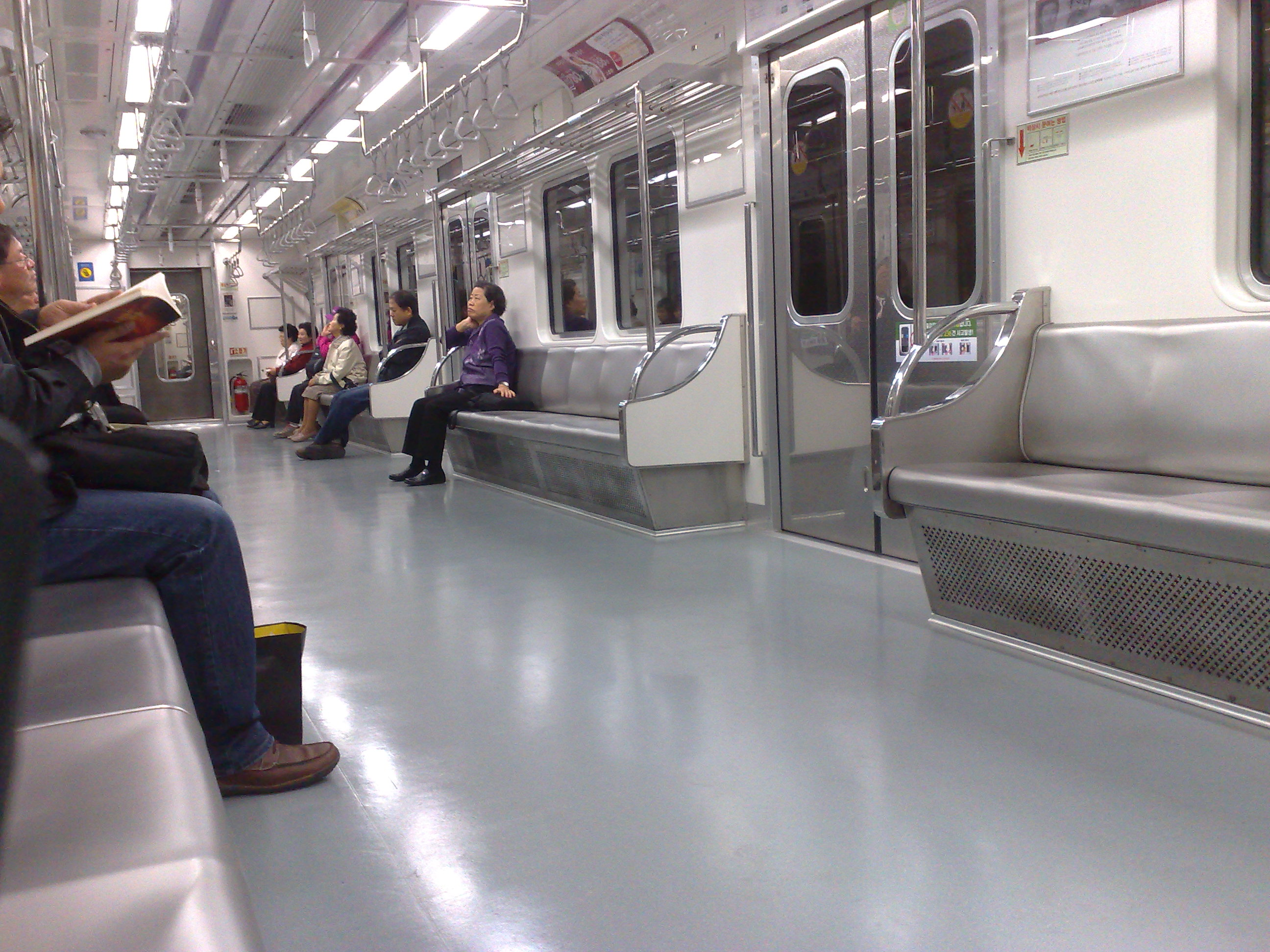
Внутрішній вид вагона Сеульського метро
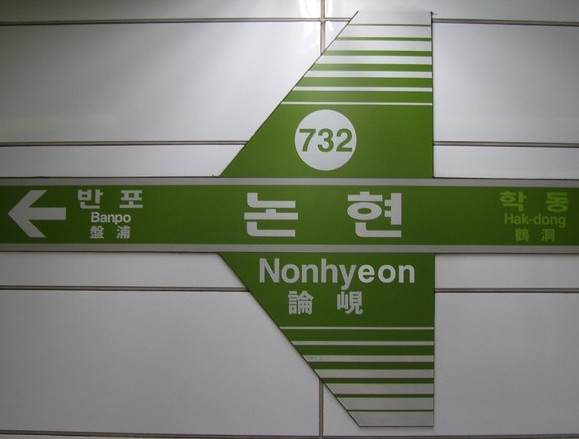
Типовий покажчик в Сеульському метро
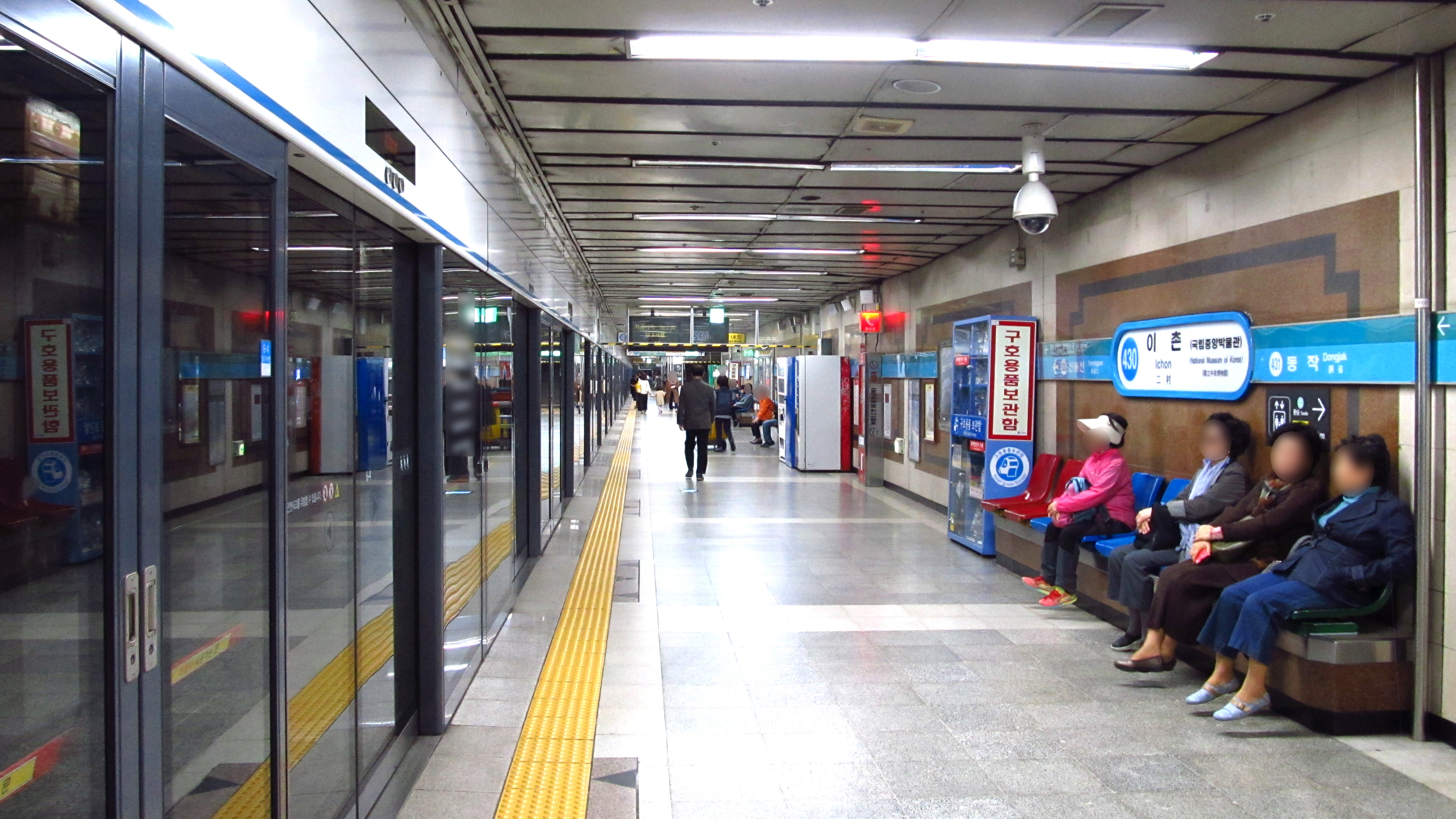
Станція Інчхон
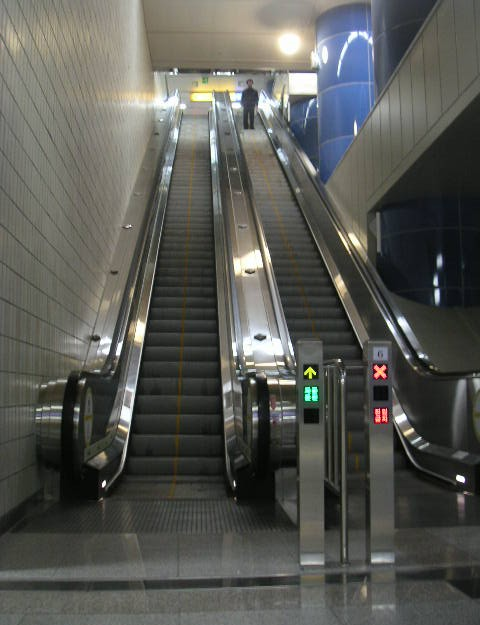
Ескалатор